# Fredlanea viridipennis
Fredlanea viridipennis là một loài bọ cánh cứng trong họ Cerambycidae.